# Trihobotrie
Trihobotriile sunt fire alungite de păr cu funcții mecanice senzoriale, în special detectarea vibrațiilor și curenților de aer.

## Etimologie
Termenul provine din limba greacă -  τριχοβοθρίον (trichobothrìon). Cuvântul este compus din θρίξ, τριχός (thrìx, trichòs) – păr și βοθρίον (bothrìon) –  gropițe sau șanț mic.

## Morfologie
Trihobotriile sunt perișori proeminenți, fixați într-o capsulă sau cupă. Baza trihibotriilor este înconjurată de o membrană cuticulară care le oferă flexibilitate și mobilitate. Capsula și membrana sunt inervate de patru neuroni. Vibrația trihobotriilor se transmite membranei și capsulei, acestea excetând neuronii. Săpre deosebire de antenele simple conice, trihobotriile au aceeași grosime pe toată lungimea.

## Repartizare
Trihobotriile sunt prezente la majoritate ordinelor de arahnide, cu excepția solifugelor, ricinulei și opilionilor.  

Ele se întâlnesc și la unele insecte: Miridae, Heteroptera, Rhynchota și Rhopalidae.